# Torre de la Mesquita Koutoubia
Torre de la Mesquita Koutoubia  (en anglès: Tower of the Koutoubia Mosque) és una pintura a l'oli sobre tela realitzada, de manera amateur, per Winston Churchill, sent una obra paisatgística impressionista que plasma la Mesquita Kutubía (el Marroc), del segle xii , situada a la medina de la ciutat de Marràqueix, en el transcurs d'una daurada posta de sol i amb la Serralada de l'Atles nevada imposant-se al fons, mesura 45,7 centímetres d'alt per 61 d'ample.
El quadre, l'únic que Churchill va completar durant la Segona Guerra Mundial, va ser realitzat entre el 25 i el 26 de gener del 1943, després d'una visita a la ciutat de Churchill i el president estatunidenc Franklin D. Roosevelt, just finalitzada la Conferència de Casablanca. Més tard, Churchill li ho va regalar a Roosevelt. Després de la mort de Roosevelt, el quadre ha anat canviant de mans en diverses ocasions. L'última vegada, que es tingui constància pública, va ser quan l'actriu Angelina Jolie el va posar en subhasta a través de Christie's, al febrer de 2021, fixant-se el major preu que mai hagi aconseguit una obra pictòrica del polític anglès, 8,3 milions de lliures, al canvi del moment 9,6 milions d'euros, la casa de subhastes el va considerar com "l'obra més important de Churchill".
Forma part del conjunt de quadres que Churchill va triar com a regal singular a figures polítiques, especialment estatunidenques i britàniques, com a mostra profunda d'amistat, gratitud i reconeixement cap a personalitats com Harry Truman, Dwight Eisenhower o George Marshall, entre d'altres.

## Descripció

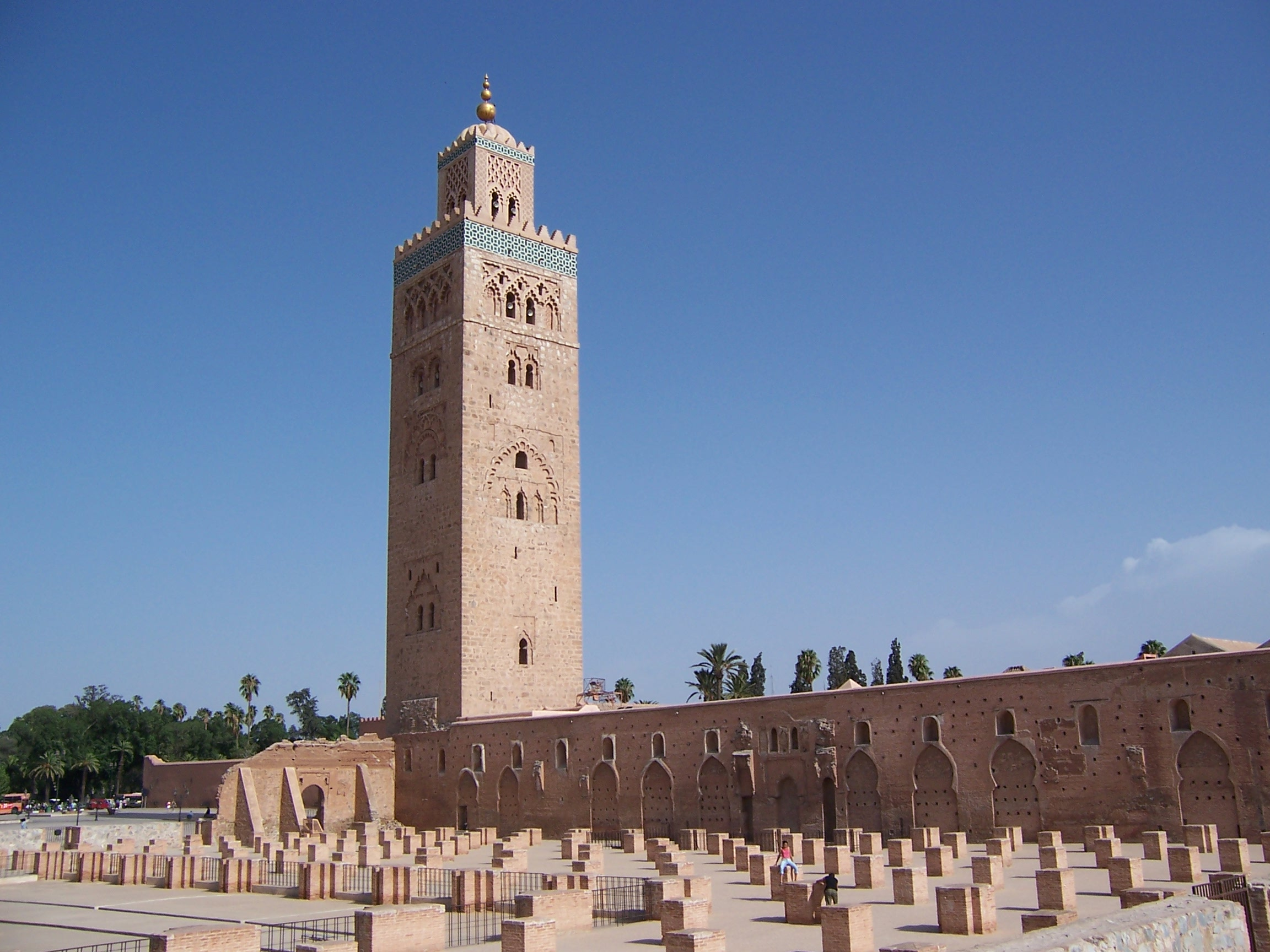
Mesquita Kutubía, Marràqueix (Marroc).

La pintura és un oli sobre tela, mesura 45,7 centímetres d'alt per 61 d'ample, sent de caràcter paisatgística impressionista que plasma la Mesquita Kutubía (el Marroc), darrere a la dreta, del segle xii; amb les muralles de la medina de la ciutat de Marràqueix, a mitja distància i la seva porta principal, la de Bab Doukkala, a l'esquerra, amb el minaret de la mesquita de Bab Doukkala, edificacions de tons entre ocres, morats i roses en ser banyats per la llum daurada del sol que s'estén pels murs i les teulades; i amb el porpra de la Serralada de l'Atles nevada imposant-se com a teló de fons, en contrast amb el blau del cel que s'esvaeix. La verdor de la palmeres i la vegetació serveixen de transició entre la ciutat i les muntanyes. Tot el conjunt amb la profunditat del cel, en l'instant d'una daurada posta de sol, al clàssic vesprejar, de finals de gener, en cel clar blau, formant llargues i intenses ombres i tons càlids, amb un molt bon domini de la llum, mitjançant la pinzellada impressionista ràpida i separada per a representar la fugaç llum del dia que s'acaba.  En primer terme, els tons ocres terrosos i les figures humanes, que semblen assolir moviment en el retorn a la ciutat després de la seva jornada, aportant sensació d'escala i animant l'escena. En suma, l'obra adopta una paleta de roses sorra, turqueses i blaus difusos. Completada en dos dies, entre el 25 i el 26 de gener de 1943, sota les inicials del seu nom complet W.S.C. (Winston Spencer Churchill).
Com a curiositat, moltes dècades després, el 1995, la Unesco, un agència especialitzada de l'ONU, va conferir, a la Mesquita Kutubía , el títol de Patrimoni de la Humanitat; cal assenyalar que el principal valedor i impulsor de les Nacions Unides va ser Roosevelt, en el propi transcurs de la Segona Guerra Mundial, amb la declaració de gener de 1942.
Després de la mort de Churchill, el quadre va ser registrat com el número 381 del catàleg raonat Churchill: les seves pintures publicat per l'historiador d'art David Coombs, el 1967.

## Història

### Descobriment de l'emplaçament
Winston Churchill havia visitat Marroc per primera vegada l'hivern de 1935 a 1936, quan el seu tutor de pintura i amic, John Lavery, qui tenia una casa a Tànger, el va encoratjar a visitar el país. Decebut per les constants pluges caigudes a Tànger durant el Nadal, es va traslladar a la ciutat de Marràqueix per a passar l'Any Nou. Malgrat les seves reserves inicials; va asseverar que “les multituds, les olors i la incomoditat general per a pintar em repel·lien”; es va quedar tres setmanes i va arribar a estimar profundament la ciutat que va anomenar “El París del Sàhara". Trobant-la propícia, tant per a treballar com per a pintar, li va escriure a la seva esposa, Clementine, que estava publicant articles de diari, redactant llibres i que havia completat set quadres entre “un sol brillant, aire translúcid i eixams d'habitants pintorescos”. A partir d'aquest moment i en el transcurs de la seva vida, els paratges del Marroc, considerats per ell com una revelació, i, singularment, els de Marràqueix van ser una destacada font d'inspiració, contribuint en una quarantena al conjunt de les seves obres. El líder britànic li havia comentat al president estatunidenc Franklin Roosevelt, en un de les trobades que van mantenir a la Casa Blanca, abans de 1943, la bellesa de la ciutat de Marràqueix

### Conferència de Casablanca, gener 1943
Per a entendre com un pintor amateur com Churchill tan prolífic artísticament, al llarg de la seva vida va arribar a crear un total 500 obres, solament va finalitzar aquest quadre en el transcurs d'una llarga Segona Guerra Mundial, hem d'entendre el que va significar, per a ell, la Conferència de Casablanca, en general, i la seva estreta relació amb el president dels Estats Units, Franklin D. Roosevelt, en particular.

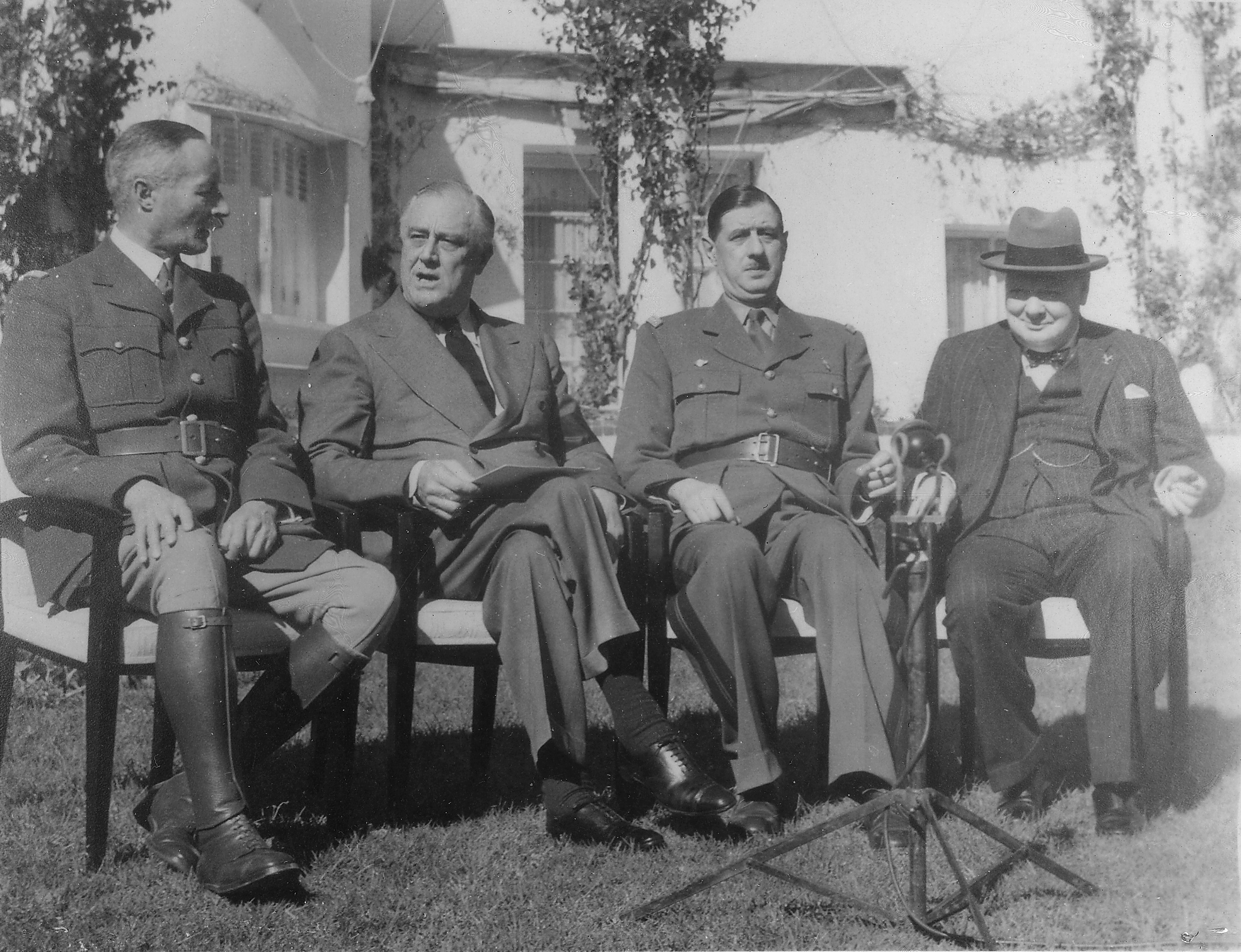
D'esquerra a dreta, Giraud, Roosevelt, De Gaulle i Churchill, en la Conferència de Casablanca.

En el marc de la Segona Guerra Mundial, al gener de 1943, els Aliats, van decidir reunir-se en persona, per primera vegada, per a coordinar les seves activitats, en la Conferència de Casablanca. Si bé, Iósif Stalin, dictador de l'URSS, havia estat convidat, va declinar la seva assistència, preferint centrar-se, prioritàriament, en la decisiva Batalla de Stalingrad i deixar la seva participació per a una altra cimera més endavant. Finalment, els assistents van ser, a més de Churchill, Roosevelt, president dels Estats Units, i Charles de Gaulle, juntament amb, Henri Giraud, en nom de la França Lliure;  consegüentment, els principals integrant occidentals dels Aliats. Entre els acords més transcendentals, podem destacar la reivindicació, liderada per Roosevelt, que únicament s'admetria la rendició incondicional de les potències de l'Eix (Alemanya, Itàlia i el Japó); obrir un front occidental a l'Europa continental mitjançant la invasió de Sicília i la Campanya d'Itàlia per a ajudar a Stalin, dividint les forces militars d'Hitler; i reconèixer a de Gaulle i a Giruad com a representants de la França Lliure i la participació activa d'aquesta dins dels aliats. Pocs dies després, els Estats Units, llançaria el seu primer bombardeig aeri sobre Alemanya.
Hem de tenir en compte que des de l'esclat de la contesa bèl·lica, al setembre de 1939, fins a aquestes dates, la iniciativa i avantatge s'havien decantat del costat Hitler. Regne Unit, havia hagut d'adoptar un posició defensiva i de resistència davant l'intent feroç d'invasió a causa de la Batalla d'Anglaterra, i, a més, de forma heroica i solitària: les democràcies europees, entre elles França, havien caigut o capitulat, els Estats Units, tot i l'ajuda material, no entraria a la guerra fins a desembre de 1941. Per part seva, Stalin, en el front oriental, si bé d'una forma no tan accentuada, havia sofert una situació semblant d'adversitat, no obstant això, la Batalla de Stalingrad, i ja en aquestes dates, havia significat un punt d'inflexió a favor dels soviètics.

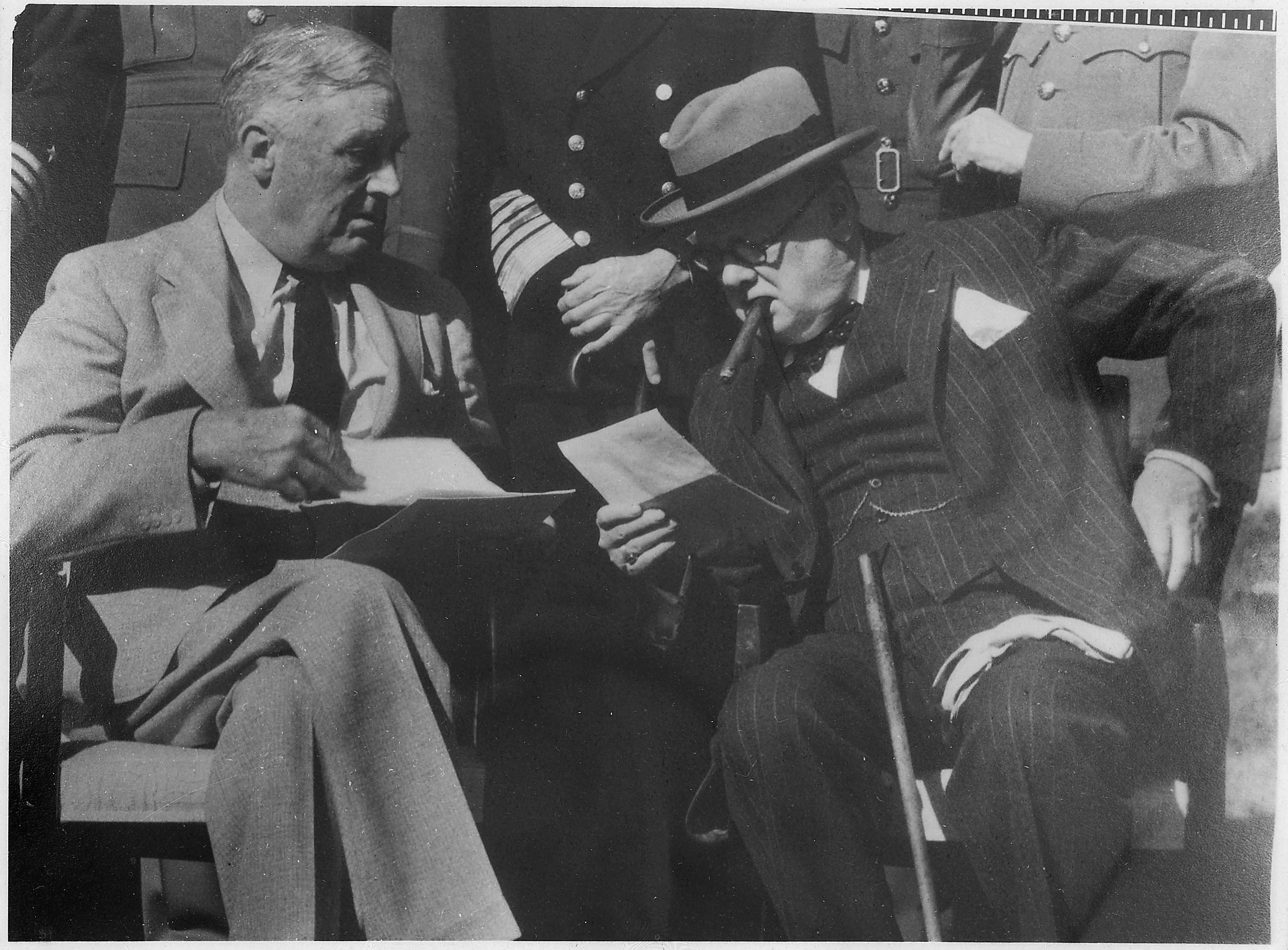
Roosevelt, esquerra, Churchill, dreta, en la Conferència de Casablanca

En suma, el conjunt de tots aquests elements, va significar per a Churchill un canvi de rasant de tal transcendència que desencadenaria en la victòria del Regne Unit i la derrota d'Hitler en la Segona Guerra Mundial.
Després de deu dies d'intensa cimera i conclosa aquesta, Churchill va convèncer a un Roosevelt, inicialment reticent, perquè es quedés un dia més i l'acompanyés en un viatge a un dels seus llocs preferits de descans, Marràqueix. “No pots recórrer tot aquest camí fins al nord d'Àfrica sense veure Marràqueix, va dir el primer ministre britànic, “Haig d'estar amb tu quan vegis la posta de sol a les muntanyes de l'Atles", afegint després. Van ser necessàries cinc hores de trajecte per recórrer els 240 quilòmetres que els separaven de Casablanca. Un cop allà, tots dos es van allotjar a la Vila Taylor, als afores de les muralles de l'antiga ciutat; el 24 de gener, des de la seva torre de cinc pisos van contemplar, la posta de sol sobre les muntanyes nevades. El viatge havia valgut la pena: a Roosevelt li va encantar aquest capvespre, va quedar sorprès, de tal forma que va comentar: "És un moment increïblement commovedor" així com "Aquí hi ha dos grans líders compartint un breu respir dels traumes de la guerra". Com recordaria més tard el metge de Churchill, Lord Habiten, “Ens quedarem mirant els pujols purpúreas, on la llum canviava a cada minut”.
Veient l'impacte positiu causat en Roosevelt, el primer ministre britànic va decidir allargar la seva estada alguns dies amb la finalitat de poder plasmar el captivador paisatge en uns dels seus quadres des d'un balcó de la Vila Taylor, amb la Torre de la Mesquita de Kutubía com a enquadrament. El mateix Churchill va descriure l'esdeveniment en el quart volum de les seves memòries de la Segona Guerra Mundial, The Hinge of Fate : "Vaig tornar a Vila Taylor, on vaig passar altres dos dies en correspondència amb el Gabinet de Guerra sobre els meus futurs moviments i pintant des de la torre l'únic quadre que vaig completar durant la guerra".
En aquest context, mitjançant un quadre com a regal, Churchill va voler imbricar la faceta diplomàtica de la relació especial entre tots dos països, el Regne Unit i els Estats Units, el colossal desafiament que se'ls presentava davant, però esperançador, juntament amb la personal: l'amistat, admiració, reconeixement, respecte i gratitud que sentia envers el líder estatunidenc. Finalment, l'obra va ser enviada a Roosevelt com a regal d'aniversari, el 30 de gener de 1943, al costat d'una nota en la qual posava que era un record del breu interludi que havien compartit en el fragor de la guerra.

### Trajectòria posterior de l'obra
Després de la defunció de Roosevelt, el seu destinatari original, la pintura va ser heretada pel seu fill, Elliot, qui la va vendre a George W. Woodward, col·leccionista de Nebraska, en 1950, que, al seu torn, va ser comprada per Norman G. Hickman de Nova York en 1964. Aquest era un financer, productor cinematogràfic i àvid col·leccionista d'art que havia participat en la producció The Finest Hours (1964) una pel·lícula sobre la vida de Churchill, durant aquest període, la pintura es va exhibir en el Museu Nacional Churchill en Fulton, Missouri. Va romandre en propietat de la seva família, va ser llegat primer a la seva dona i, després, a la seva filla, fins que, el 2011, va ser comprat en l'antiquari MS Rau Antiques (Nova Orleans) per l'actor Bradd Pitt, qui li ho va regalar a la seva parella i futura dona, la també actriu Angelina Jolie. Aquesta, després del divorci, el 2021 el va subhastar, a través de Christie's, aconseguit l'astronòmica xifra de 8,3 milions de lliures, al canvi del moment 9,6 milions d'euros, sent el preu més elevat aconseguit mai per una pintura de Churchill. Nick Orchard, responsable del departament d'Art Modern Britànic i Irlandès de la casa de subhastes, va destacar, en un comunicat, que "l'obsequi a Roosevelt subratlla el fet que Churchill tenia, al president estatunidenc, en alta consideració i assenyala els seus esforços conjunts per a guiar a les potències aliades cap al final de la Segona Guerra Mundial", […] "Aquesta és la diplomàcia de Churchill en la seva faceta més personal i intensa. [..] No és un simple regal entre líders. Això és poder transversal, i en això resideix l'essència d'aquesta relació tan especial". A més, en el catàleg de la subhasta, l'historiador d'art del Churchill College de la Universitat de Cambridge Barry Phipps va afirmar "(La pintura) es considera comunament com la més important de Winston Churchill, amb la seva història entreteixida en la història del segle XX". El nou adjudicatari va preferir conservar l'anonimat, amb el que es desconeix, públicament, la seva localització actual; sense que hi hagi cap constància pública d'haver-se produït algun canvi nou de propietari.

## Reproducció per a Truman ipintura diplomàtica
Dels cinc centenars de quadres que va crear Churchill al llarg de la seva vida, aquest va ser un dels quals va triar com a regal singular a figures polítiques, especialment estatunidenques, com a mostra profunda d'amistat, gratitud i reconeixement. Com a picada d'ullet a aquesta pintura i al seu significat, el 1948, realitzaria una reproducció, en aquest cas sota el títol de Marràqueix, si bé canviant lleugerament l'enfocament i l'enquadrament per a establir una personalització i diferenciació, però sent l'essència la mateixa, per a donar-l'hi, el 1951, al successor, en el càrrec, de Roosevelt després d'esdevenir la seva mort, Harry Truman. Sent subhastat, de forma pòstuma, per la filla d'aquest, Margaret, al desembre del 2007, mitjançant Sotheby's, i aconseguint la xifra de 468.500 lliures, o 556.240 euros al canvi del moment.
Seguint aquesta línea, però amb diferent contingut, el 1953, Churchill li va lliurar com a present un al que fos Cap de l'Estat Major del Departament de Guerra de Roosevelt, i Secretari d'Estat i de Defensa de Truman, George Marshall, impulsor del Pla Marshall, titulat Vista de Tinerhir, datat al 1951, sent un altre paisatge marroquí. En aquest cas, subhastat a Sotheby's, al desembre del 2006, per 612.800 lliures, equivalent, al canvi d'aquell instant, a 904.367 euros. Churchill també li regalaria una de les seves pintures, novament una vista marroquina, de la Vall del Ourika i la serralada de l'Atles, a Dwight Eisenhower.